# Spread Wings.
「Spread Wings.」（スプレッド・ウィングス）は、美郷あきの22枚目のシングル。2011年4月27日にLantisから発売された。

## 概要
前作「最後の旅」から約2ヶ月ぶりのリリースとなる2011年2作目のシングル。表題曲「Spread Wings.」は、テレビアニメ『俺たちに翼はない』のオープニングテーマとして使用された。
CDジャケットには、同アニメに登場するキャラクターである渡来明日香、玉泉日和子、鳳鳴、羽田小鳩がプリントされている。
オリコン週間シングルチャートで最高52位を獲得。CDジャーナルは「美少女たちの胸のざわつきをみごとに表現している。」と評している。

## 収録曲
（全作詞：西又葵、作曲：アッチョリケ）
1. Spread Wings. [4:22]
  - 編曲：田辺トシノ
  - テレビアニメ『俺たちに翼はない』オープニングテーマ
2. PARANoiA  [4:22]
  - 編曲：東タカゴー
  - テレビアニメ『俺たちに翼はない』第一話エンディングテーマ
3. Spread Wings.（off vocal）
4. PARANoiA （off vocal）